# Phegornis
Phegornis is een geslacht van vogels uit de familie kieviten en plevieren (Charadriidae). Het geslacht telt één soort.

## Soorten
- Phegornis mitchellii – Diadeemplevier